# قرة تشمن (عباس الشرقي)
قرة تشمن (بالفارسية: قره‌چمن) هي قرية تقع في إيران في قسم عباس الشرقي الريفي. يقدر عدد سكانها بـ 186 نسمة بحسب إحصاء 2016.